# Rolf Aldag
Rolf Aldag (født 25. august 1968 i Beckum, Tyskland) er en tidligere tysk professionel cykelrytter. Han cyklede størstedelen af sin karriere på Telekom/T-Mobile, og er en af dem som har cyklet allerlængst for det tyske hold. Aldag deltog i Tour de France 10 gange, og er dermed også en af dem som har deltaget flest gange i verdens største cykelløb.
I Tour de France 2003, da han nok for længst var over toppen af sin karriere, kørte han en af sine bedste bjergetaper i Touren. Dette var på den syvende etape da han kom med i et lide udbrud i starten af dagen sammen med blandt andet Richard Virenque. Praktisk talt på hvert eneste bjerg måtte Aldag slippe resten af gruppen, noget som normalt er et svaghedstegn. Imidlertid viste det sig at rutinerede Aldag bare satte sit eget tempo og kørte ind på de andre over toppen. Da de kom til det sidste bjerg sat Aldag i en tremandsgruppe, og også her blev han hægtet tidlig af. Et stykke længere oppe af bakken nåede Aldag igen bjergkongen Richard Virenque, som ledede etapen, og i stedet for at lægge sig på hjul, så rykkede Aldag direkte. Desværre for Aldag blev han hentet af Virenque, men han klarede alligevel en meget solid andenplads på etapen, og overtog også andenpladsen sammenlagt.
Før sæsonen 2007 blev han sportsdirektør på T-Mobile Team som følge af oprydningen blandt rytterne og holdledelsen efter dopingskandalen i 2006.
24. maj 2007 indrømmede Aldag på en pressekonference at have brugt EPO i flere år under sin aktive karriere.

## Vigtigste resultater
- Tredjeplads i amatør-VM i landevejsløb 1990
- 12. plads i Paris-Roubaix 1993
- 9. plads i Paris-Roubaix 1995, 1997 og 2003
- 2. plads i holdforfølgelsesløb i Karlsruhe (med Olaf Ludwig) 1996
- Vinder Bayern Rundt 1999
- Vinder af holdkonkurrencen i Tour de France 1997 og 2004
- Tysk mester i landevejsløb 2000
- Etapesejere i Tyskland Rundt, Tour de Suisse, Romandiet Rundt, Bayern Rundt
- Bærer af bjergtrøjen under Tour de France 2003
- Vinder af bjergkonkurrencen i Tirreno-Adriatico 2004
- Vinder Sparkassen-Giro Bochum 2003
- 7. plads i Flandern Rundt 2004
- Vinder af seksdagesløbene i Dortmund (8) og Berlin (2)